# Джузеппе Асті
Джузеппе Асті (італ. Giuseppe Asti; 31 липня 1891, Мілан — 1970) — італійський футболіст, що грав на позиції нападника, зокрема за «Інтернаціонале», а також національну збірну Італії.
Дворазовий чемпіон Італії.

## Клубна кар'єра
У дорослому футболі дебютував 1909 року виступами за команду «УС Міланезе», в якій провів три сезони, взявши участь у 35 матчах чемпіонату.
Протягом 1912—1914 років захищав кольори команди «Мінерва».
Своєю грою за останню команду привернув увагу представників тренерського штабу клубу «Інтернаціонале», до складу якого приєднався 1914 року. Відіграв за «нераззуррі» наступні шість сезонів своєї ігрової кар'єри. У складі «Інтернаціонале» був одним з головних бомбардирів команди, маючи середню результативність на рівні 0,4 гола за гру першості. 1920 року виборов титул чемпіона Італії.
Протягом 1921—1922 років захищав кольори клубу «Новезе». У складі цієї команди 1922 року здобув свій другий титул чемпіона Італії.
Завершив ігрову кар'єру в «Інтернаціонале», до якого повернувся 1922 року і кольори якого захищав протягом сезону.

## Виступи за збірну
1920 року провів свій єдиний офіційний матч у складі національної збірної Італії.
Помер 1970 року на 79-му році життя.
| Дата      | Місто | Господарі | Результат | Гості  | Турнір           | Голи | Примітки |
| --------- | ----- | --------- | --------- | ------ | ---------------- | ---- | -------- |
| 28-3-1920 | Берн  | Швейцарія | 3 – 0     | Італія | товариський матч | -    |          |
| Усього    |       | Матчів    | 1         |        | Голів            | 0    |          |

## Титули і досягнення
- Чемпіон Італії (2):

«Інтернаціонале»: 1919–1920
«Новезе»: 1921–1922